# Gumpendorfer Straße
Die Gumpendorfer Straße in Wien durchzieht der Länge nach den 6. Gemeindebezirk Mariahilf.

## Geschichte

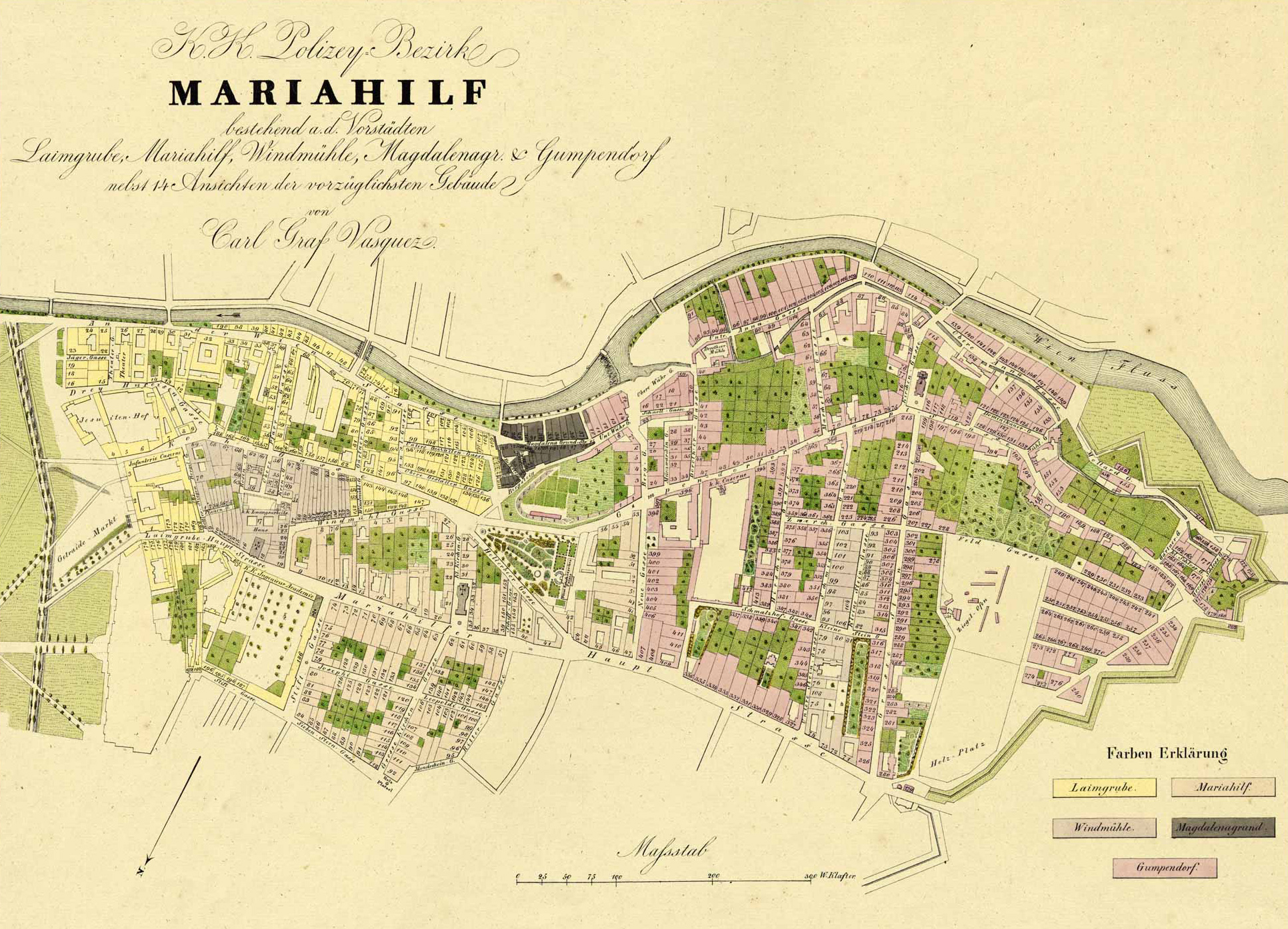
Plan des k.k. Polizey-Bezirks Mariahilf (ca. 1830), zentral der Verlauf der Gumpendorfer Straße

Die Gumpendorfer Straße folgt in Teilen dem Verlauf einer römischen Straße, die nach Scarabantia (Sopron) führte. (Auf dem Grundstück Nr. 39 wurde ein Meilenstein aus dem Jahr 252 gefunden.) Zunächst handelte es sich dennoch nicht um einen durchgehenden Straßenzug; im Großen und Ganzen folgt sie dem Verlauf des Wienflusses.
Anfang des 18. Jahrhunderts setzte zwischen Hofmühl- und Brückengasse die Verbauung ein. Im dritten Viertel des 18. Jahrhunderts war der Straßenzug schon fast zur Gänze durchgehend verbaut. An wichtigen Straßenkreuzungen und bei den Kirchen (der Gumpendorfer Pfarrkirche und der 1846 bis 1849 entstandenen evangelischen Gustav-Adolf-Kirche) entstanden platzartige Erweiterungen.
Ab 1754 wurde das auf Nr. 68–76 bestehende Palais samt Nebengebäuden in eine Ingenieurschule für das Militär und in weiterer Folge in die Gumpendorfer Kaserne umgestaltet. Im Zuge der Kasernentransaktion wurde die Kaserne 1902 aufgelassen und das Gebäude anschließend abgerissen; auf dem Areal wurde u. a. der Loquaiplatz angelegt.
Die Bezeichnung wechselte im Lauf der Zeit. Zunächst Saugraben genannt, hieß der Straßenzug später Kothgasse, Bräuhausgasse und Gumpendorfer Hauptstraße. Nach der Eingemeindung der Vorstädte nach Wien erhielt er 1862 den heutigen Namen. Er durchquerte die Vorstadt Laimgrube, berührte Windmühle und Mariahilf und führte dann durch Gumpendorf, wo er schließlich am Linienwall endete. Durch den Bau des Linienwalls Anfang des 18. Jahrhunderts wurde der weitere Verlauf abgetrennt und entwickelte sich zur Sechshauser Straße, der Besiedlungsausläufer auf der anderen Seite der Linie zur Vorstadt Sechshaus.
Am 19. Oktober 1881 wurde eine Pferdestraßenbahn durch die Gumpendorfer Straße in Betrieb genommen; ab 24. Juni 1902 fuhr die Linie elektrisch. Ab Einführung des jetzigen Linienschemas im Jahr 1907 führte sie das Liniensignal 57, bis 1936 zeitweise zusätzlich 157. Am 13. Mai 1966 wurde die Straßenbahn aufgelassen und durch eine Autobuslinie ersetzt.

## Beschreibung
Die Gumpendorfer Straße beginnt am Getreidemarkt und verläuft in mehreren Bögen in allgemein südwestlicher Richtung, im Wesentlichen parallel zum Lauf des Wienflusses. Am Anfang befindet sich linker Hand das Areal der Technischen Universität Wien; schräg gegenüber rechts bildet die Einmündung von Rahlgasse und Theobaldgasse einen kleinen Platz (Johanna-Dohnal-Platz) mit dem Tiertränkebrunnen. Wenige Meter weiter ist auf der linken Seite das Café Sperl etabliert. Zwischen Stiegengasse und Fritz-Grünbaum-Platz steigt die Straße an und verläuft dann entlang dem Esterházypark; auf der linken Straßenseite liegt das Apollo Kino. Ab der Brückengasse (Kurt-Pint-Platz) mit der Gumpendorfer Pfarrkirche schwenkt der Verlauf, weiterhin in Kurven, in annähernd westliche Richtung. Am Lutherplatz führt die Straße an der evangelischen Gustav-Adolf-Kirche vorbei. Kurz vor dem Ende steht auf der rechten Seite ein von Arik Brauer gestalteter Wohnbau. Der Straßenzug endet am Gumpendorfer Gürtel. Nach Unterquerung der die Bezirksgrenze bildenden Viaduktbögen der ehemaligen Wiener Stadtbahn (heute U-Bahn-Linie U6) setzt sich der Straßenzug in der Sechshauser Straße im 15. Bezirk fort.
Im innerstädtischen Gebiet gelegen, ist die Gumpendorfer Straße durchwegs geschlossen verbaut. Die Bausubstanz stammt zu einem großen Teil aus der Zeit des Wiener Historismus, mit teilweise späteren Gebäuden sowie Resten der vorstädtischen Architektur aus der Zeit des Josephinismus und des Biedermeier.
Die einzige größere Grünanlage im Verlauf ist der Esterházypark, der aber gegenüber der Straße durch eine hohe Stützmauer abgeschlossen ist. Ansonsten gibt es nur etwas größere Grünanlagen mit Bäumen am Beginn der Rahlgasse und Johanna-Dohnal-Platz, der Einmündung der Lehargasse (Helene-Bauer-Platz), in der Windmühlgasse oberhalb der Gumpendorfer Straße, am Platz um die Gumpendorfer Kirche (Kurt-Pint-Platz) und vor der Gustav-Adolf-Kirche (Lutherplatz) sowie eine kleine Baumpflanzung an der Einmündung der Otto-Bauer-Gasse bzw. Worellstraße.

## Verkehr
Die Gumpendorfer Straße erschließt den Bezirk Mariahilf der Länge nach. Zusammen mit der Sechshauser Straße, der Fortsetzung jenseits des Gürtels im 15. Bezirk, bildet sie eine Verbindung zur Linken Wienzeile. Sie ist als Hauptstraße A klassifiziert.
Die Straßenbreite bietet nur an wenigen Stellen Platz für Anlagen für einzelne Nutzergruppen. So gibt es in Fahrtrichtung Zentrum entlang des letzten Häuserblocks einen Mehrzweckstreifen und sonst noch von der Hofmühlgasse bis in den Bereich des Esterházyparks eine Busspur, die auch von Taxis mitbenützt werden darf. Ansonsten müssen sich Radfahrer, motorisierter Individualverkehr und städtischer Autobus den Fahrraum teilen. Auf der ganzen Länge besteht eine Geschwindigkeitsbeschränkung auf 30 km/h.
Seit Einstellung der Straßenbahn erschließt die Autobuslinie 57A die Gumpendorfer Straße. Gequert wird sie von den Buslinien 13A und 14A, die in Richtung Mariahilfer Straße von der Hofmühlgasse kommend in die Gumpendorfer Straße einbiegen und sie durch die Amerlingstraße wieder verlassen. In der Gegenrichtung (13A: zum Hauptbahnhof, 14A: zum Reumannplatz) kreuzen die Buslinien von der Schadekgasse kommend über den Fritz-Grünbaum-Platz in die Kaunitzgasse.
Zugang zur U-Bahn gibt es am Gürtel über die U-Bahn-Station Gumpendorfer Straße (Linie U6). Die Linie U2 hat hingegen keinen Zugang direkt an der Gumpendorfer Straße; der nächste Abgang liegt einen Häuserblock entfernt an der Mariahilfer Straße.

## Bauten
Ein großer Teil der Häuser befindet sich in baulichen Schutzzonen, die von der Stadt Wien definiert wurden. Auf der geraden Seite bis zur Königsklostergasse und auf der ungeraden bis zur Kaunitzgasse gehören die Gebäude zur Schutzzone Laimgrube (Ausnahme sind die in den letzten Jahren entstandenen Neubauten der Technischen Universität), auf der geraden Seite zwischen Königsklostergasse und Nr. 36 zur Schutzzone Windmühle, Nr. 38 dagegen gehört gemeinsam mit den Nrn. 54 und 56 zur Schutzzone Mariahilf. Auf der geraden Seite bei Nr. 58 (Amerlingstraße) und der ungeraden bei Nr. 63F fängt die Schutzzone Gumpendorf an, die allerdings sehr archipelartig definiert ist. Ungefähr zwei Drittel der Häuser oberhalb dieser Nummern sind von dieser Schutzzone erfasst.
Bemerkenswertere Bauten im Einzelnen (Denkmalgeschützte Objekte sind durch Fettdruck hervorgehoben):
- bei Nr. 6 (Johanna-Dohnal-Platz) Tiertränkebrunnen
- Der Königskloster-Hof auf Nr. 10–12 ist ein repräsentatives Zinshaus mit Eckturm und Loggienerkern, das von Carl Stephann (zusammen mit August Johann Belohlavek) aus dem Jahr 1900 stammt.
- Nr. 11–13 Das 1880 eingerichtete Café Sperl befindet sich in einem von Anton Gross und Wilhelm Jelinek erbauten Haus, die Architekten besorgten auch die Einrichtung des Cafés.[14][15]
- Nr. 14 ist ein späthistoristisches Zinshaus aus dem Jahr 1891 mit turmartigem Eckerker und Schmiedeeisengitterbalkons. Die Verfliesung des Foyers ist in secessionistischen Formen gestaltet.
- Die späthistoristischen Zinshäuser mit reichem Neorenaissance-Dekor auf Nr. 28 und 30 stammen von Hermann Lederer aus dem Jahr 1894 bzw. 1897. Die Apotheke auf Nr. 30 hat noch Einrichtung aus der Entstehungszeit.
- Nr. 39 Kolpinghaus
- Nr. 47 und 49 ist ein strenghistoristisches Doppelhaus mit flachen Eckrisaliten und erhöhter Attika von Johann Sturany aus dem Jahr 1868.
- Nr. 52 Esterházypark mit Haus des Meeres (Fritz-Grünbaum-Platz 1)
- Nr. 53 und 55 sind Zinshäuser in Neorenaissance-Formen, die 1880 von Alois Schumacher erbaut wurden
- Nr. 54 Der Esterházy-Hof (Wohnhaus von Viktor Adler) wurde ebenso wie das gleichfalls reich dekorierte Zinshaus auf Nr. 56 1888 erbaut.
- Nr. 63 Das Apollo Kino wurde 1903/04 von Eduard Prandl erbaut und 1962 umgebaut. Die abgeschrägte Baukante mit Lisenen ist schaufrontartig gegliedert, markant ist der mehrgeschoßige Turmaufsatz.
- Nr. 67 aus dem Jahr 1912 von Anton Schwertmann ist ein durch bogige Erker und Eckturm gegliedertes Zinshaus, dort befindet sich das Theater an der Gumpendorfer Straße.
- Das repräsentative Haus Nr. 70 (ident Otto-Bauer-Gasse 2) fällt durch die ausladende Rundung mit durchlaufendem Balkon auf. Es wurde 1910 von Carl Caufal gebaut.[16]
- Nr. 73 ist ein josephinisches Miethaus (Zum Auge Gottes).
- Das nachhistoristische Zinshaus auf Nr. 74 von Hermann Stierlin aus dem Jahr 1903 hat reichen Dekor auf z. T. blauem Kachelfond. Auch das Foyer ist reich ausgestattet.
- Das Haus Nr. 89 ist ein sachlicher Bau mit asymmetrisch zurückgestufter Fassade von Wilhelm Friedrich Kattus aus dem Jahr 1937. Achleitner sieht darin das Thema „Ausbrechen aus der Straßenflucht“ verwirklicht.[17]
- Der Ägidihof auf Nr. 94–96 ist ein Straßenhof mit Portal und freistehendem Rücktrakt aus dem Jahr 1900 von Maximilian Katscher.
- Nr. 95 ist ein Biedermeier-Wohnhaus (Marchettihaus). Es wurde 1803 von Josef Adelpoldinger errichtet und 1808 aufgestockt. Es weist eine gebänderte Fassade mit Fenstersturzreliefs auf, über den geraden Verdachungen des ersten Obergeschoßes befinden sich Medaillons. die Mittelachse ist durch Empire-Ornamentik betont.
- Zwischen Nr. 105 und 107 (Kurt-Pint-Platz) befindet sich die Gumpendorfer Pfarrkirche.
- Nr. 106 ist der vom Wiener Stadtbauamt 1902 erbaute Gumpendorfer Hof, ein doppeltraktiges Haus mit zwei Stiegenhäusern um einen zentralen Hof.[17]
- Nr. 108–110 Kloster der Barmherzigen Schwestern mit Kapelle hl. Vinzenz von Paul
- Nr. 109 stammt vom damals erst 25-jährigen Gottlieb Michal.[17] die Fassade wird von kleinen Balkonen rhythmisiert.
- Das spätsecessionistisch-neoklassizistische Gebäude auf Nr. 120 (ident Hornbostelgasse 14) stammt aus dem Jahr 1915 von Oskar Czepa und Arnold Wiesbauer[18][19]
- Zwischen Nr. 129 und 131 (Lutherplatz 1) befindet sich die evangelische Gustav-Adolf-Kirche.
- Nr. 132 Das 1893 von Karl Stigler erbaute Fabriks- und Wohngebäude beherbergte im Dachgeschoß das Atelier der Listo-Film.
- Nr. 134–138 Arik-Brauer-Haus
- Nr. 142 Gemeindebau im Stil von Friedensreich Hundertwasser Ecke Wallgasse, Architekt Peter Pelikan
- Nr. 144, in städtebaulich prominenter Lage zum Gürtel hin, ist ein 1905 von Carl Stephann und Josef Sturany 1905 erbautes repräsentatives Zinshaus. Die aufwändige, reich dekorierte Fassade findet ihren markantesten Ausdruck in den beiden Eckerkern mit Kuppelhelmen. Reich dekoriert (vor allem mit Stuck) ist auch das Foyer.

## Bildergalerie

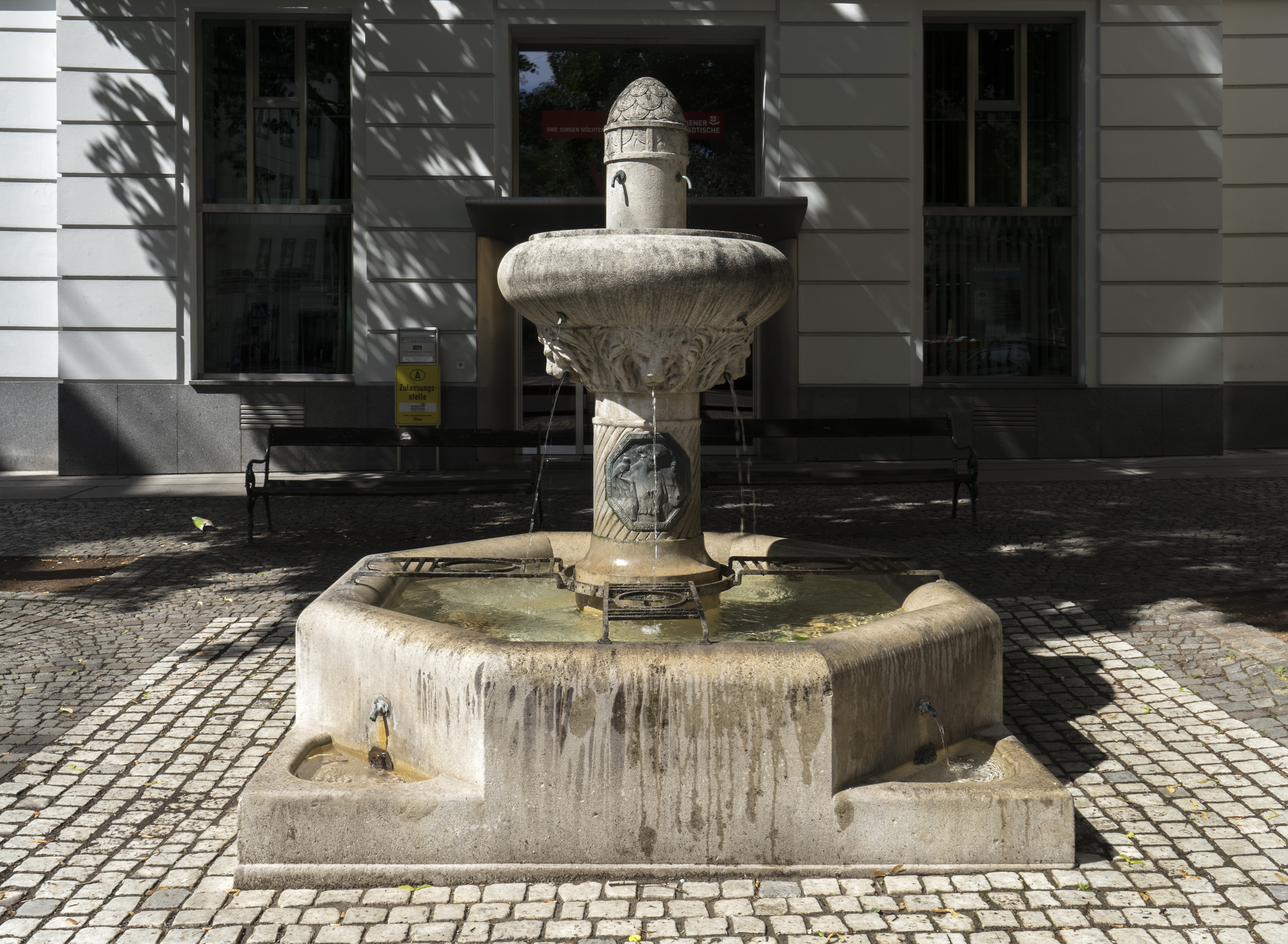
Tiertränkebrunnen
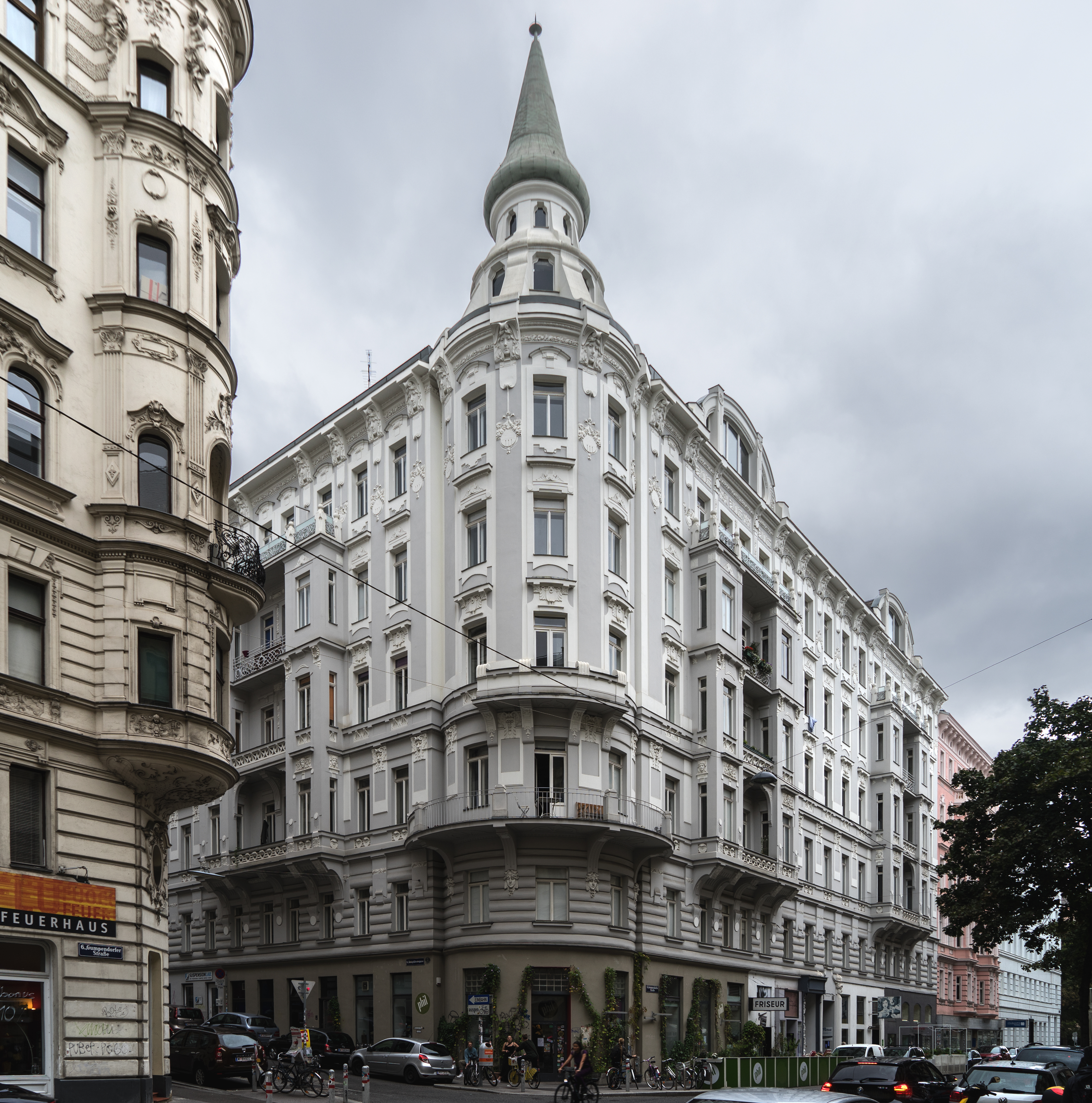
Nr. 10–12
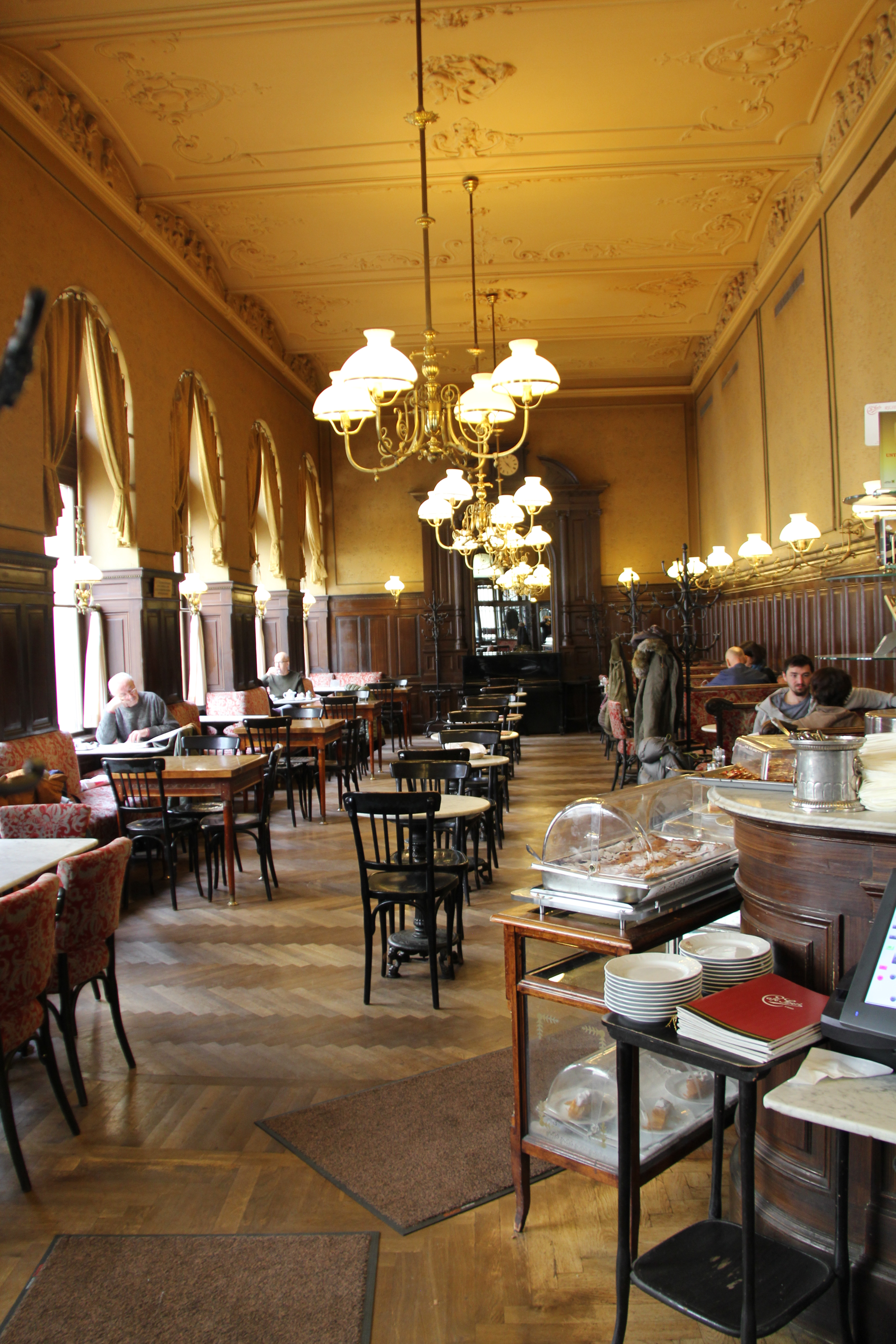
Café Sperl im Haus Nr. 11–13
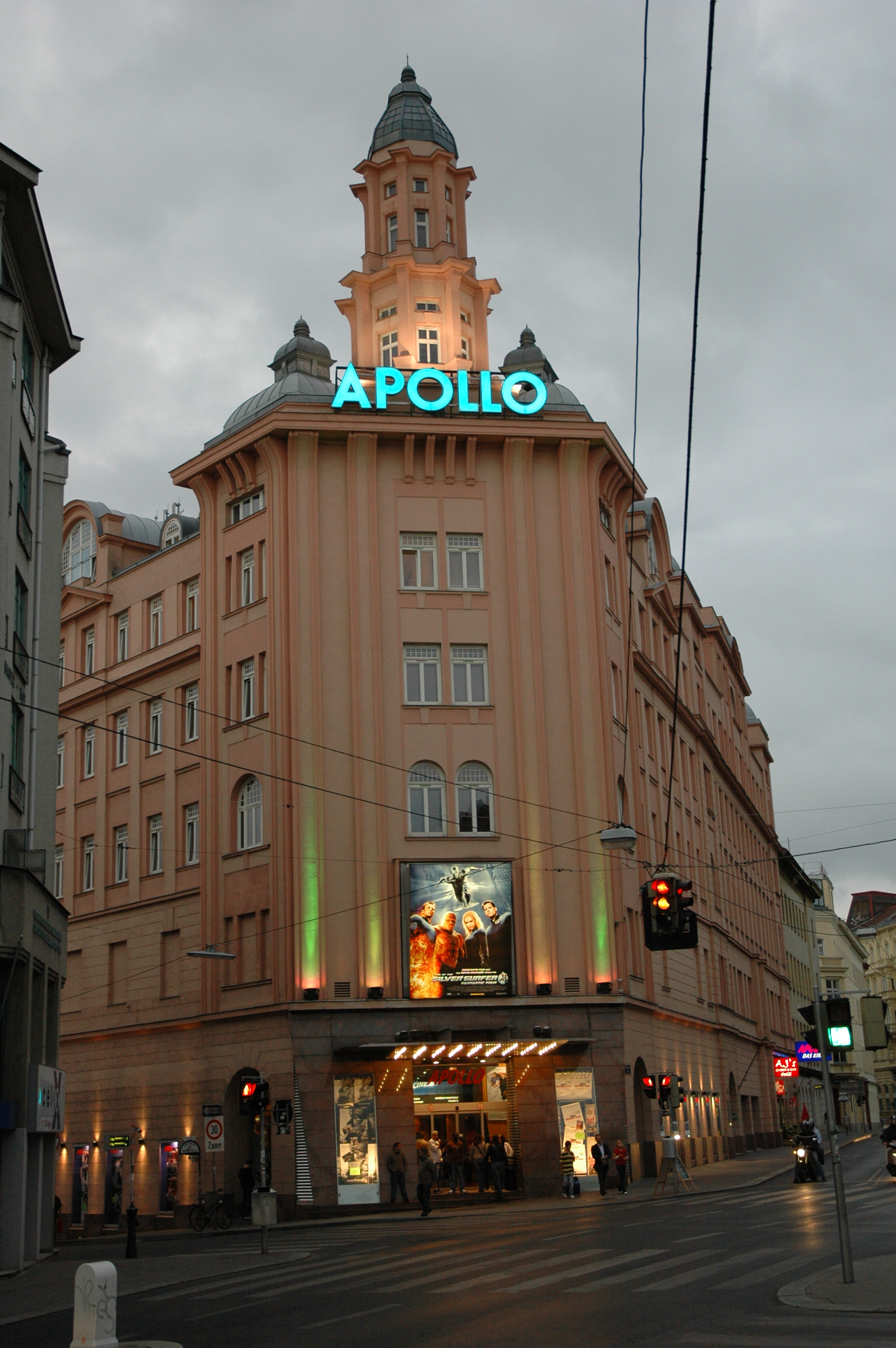
Nr. 63, Apollo-Kino
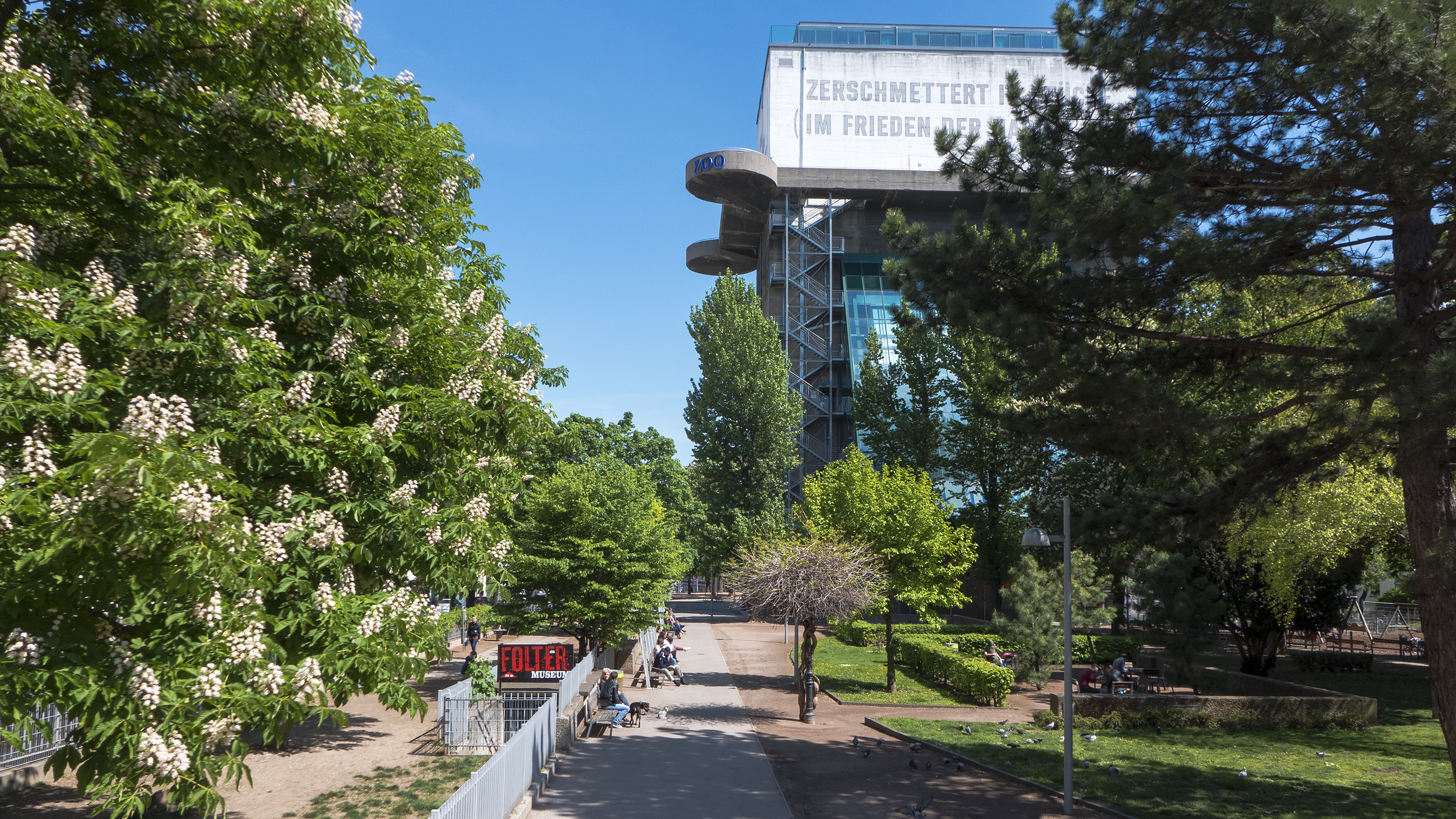
Esterházypark und Haus des Meeres
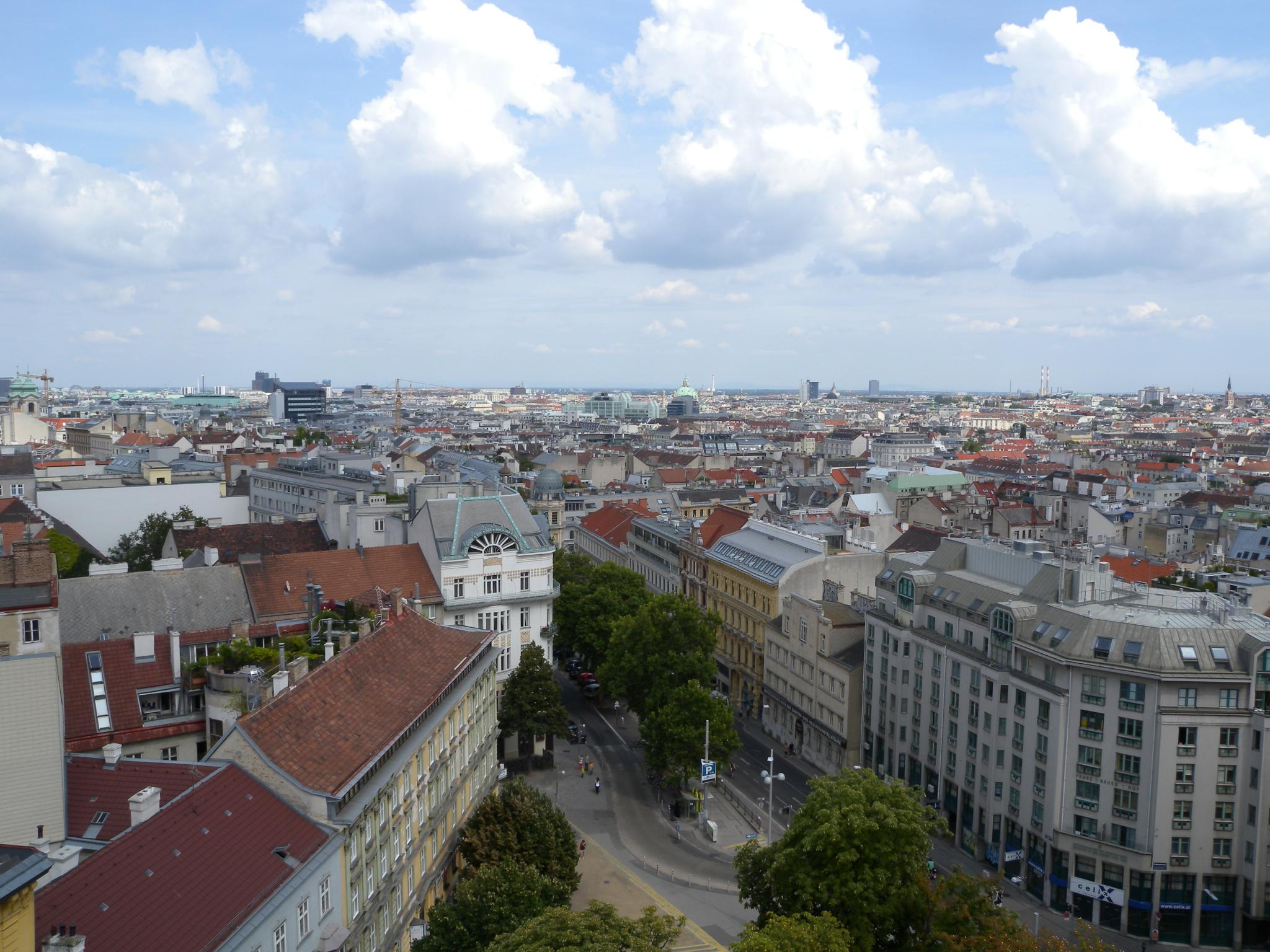
Blick vom Haus des Meeres in die Gumpendorfer Straße stadteinwärts
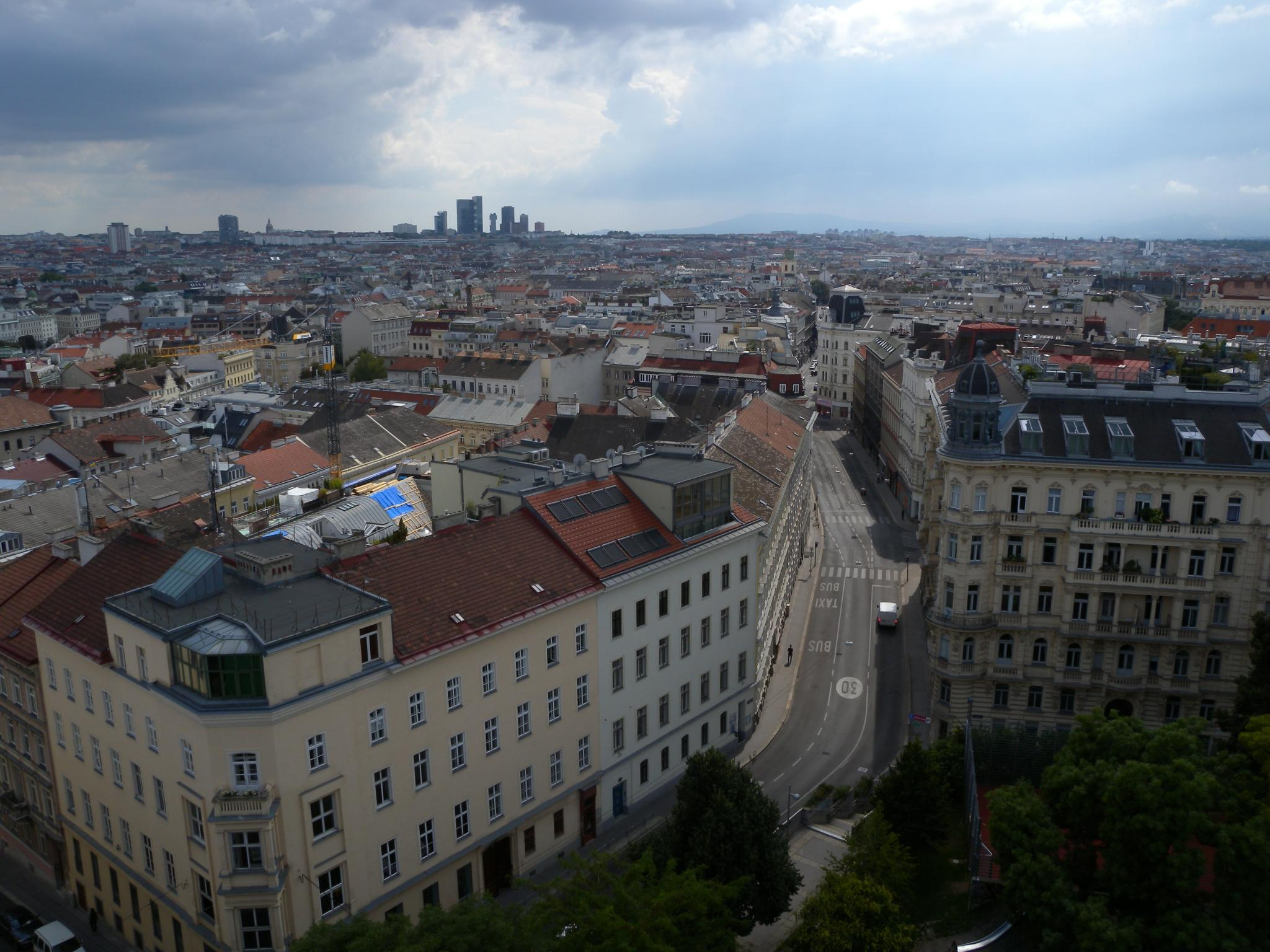
Blick vom Haus des Meeres in die Gumpendorfer Straße stadtauswärts
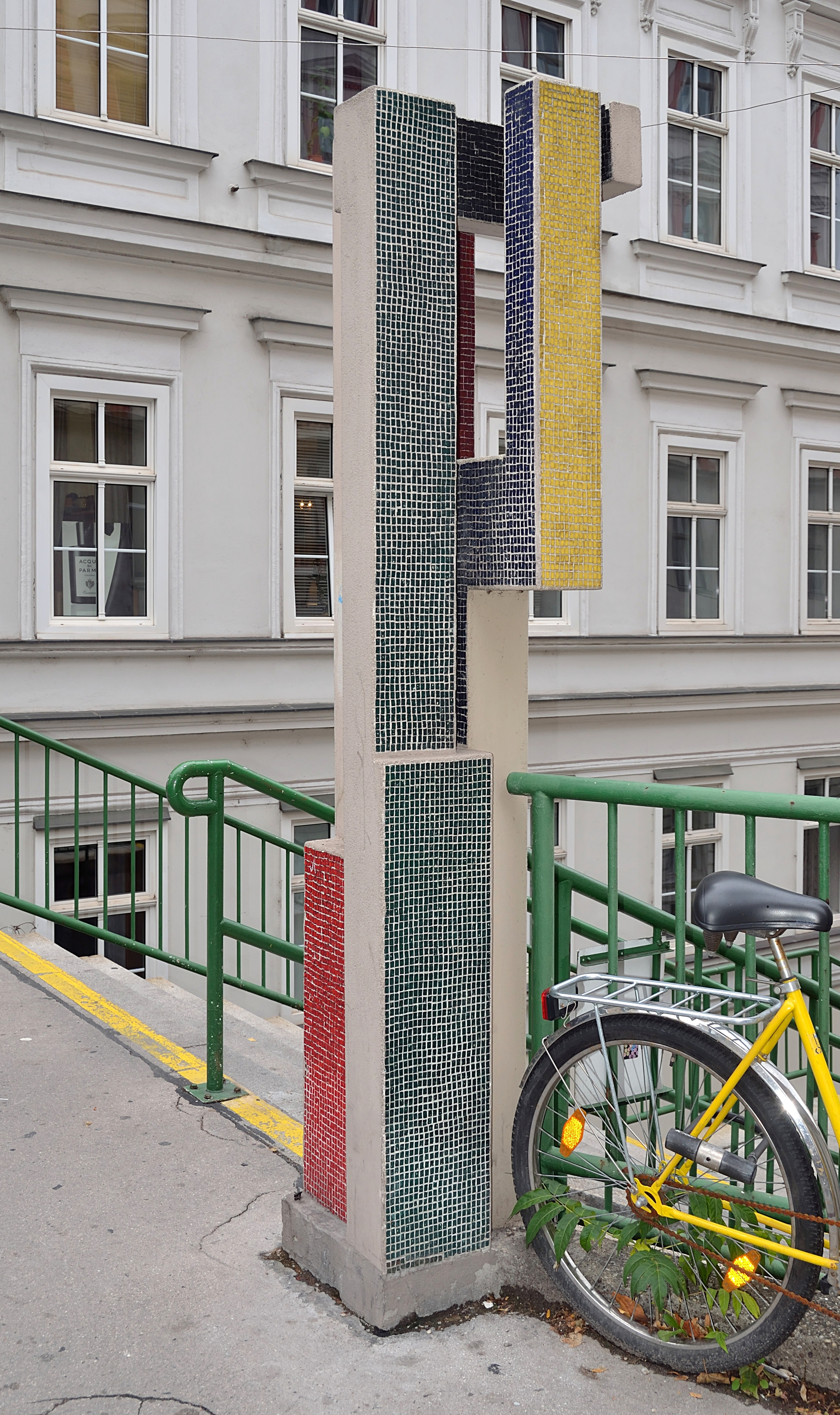
Stele Reine Form an der Stiege zur Corneliusgasse
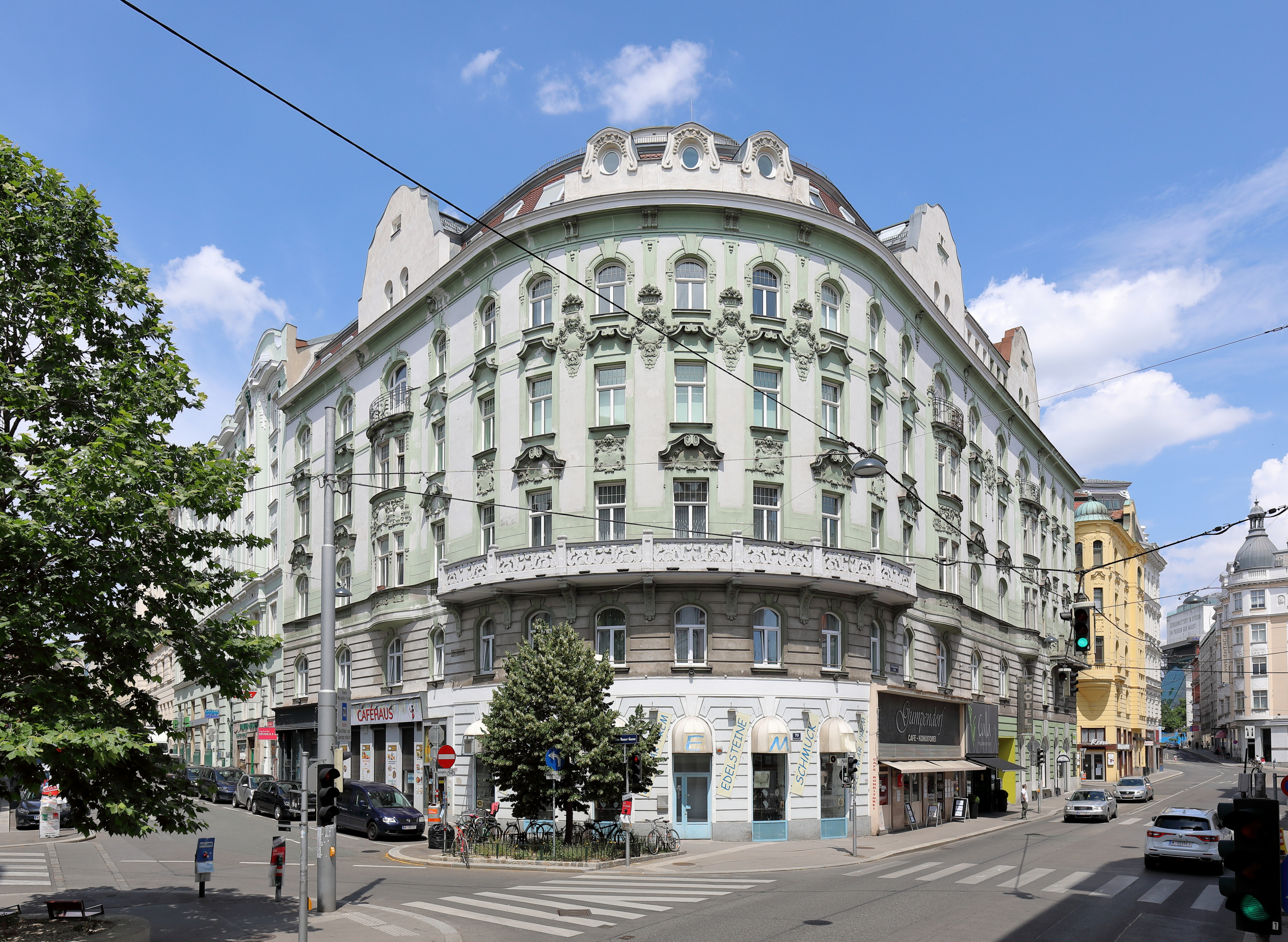
Nr. 70, Ecke Otto-Bauer-Gasse
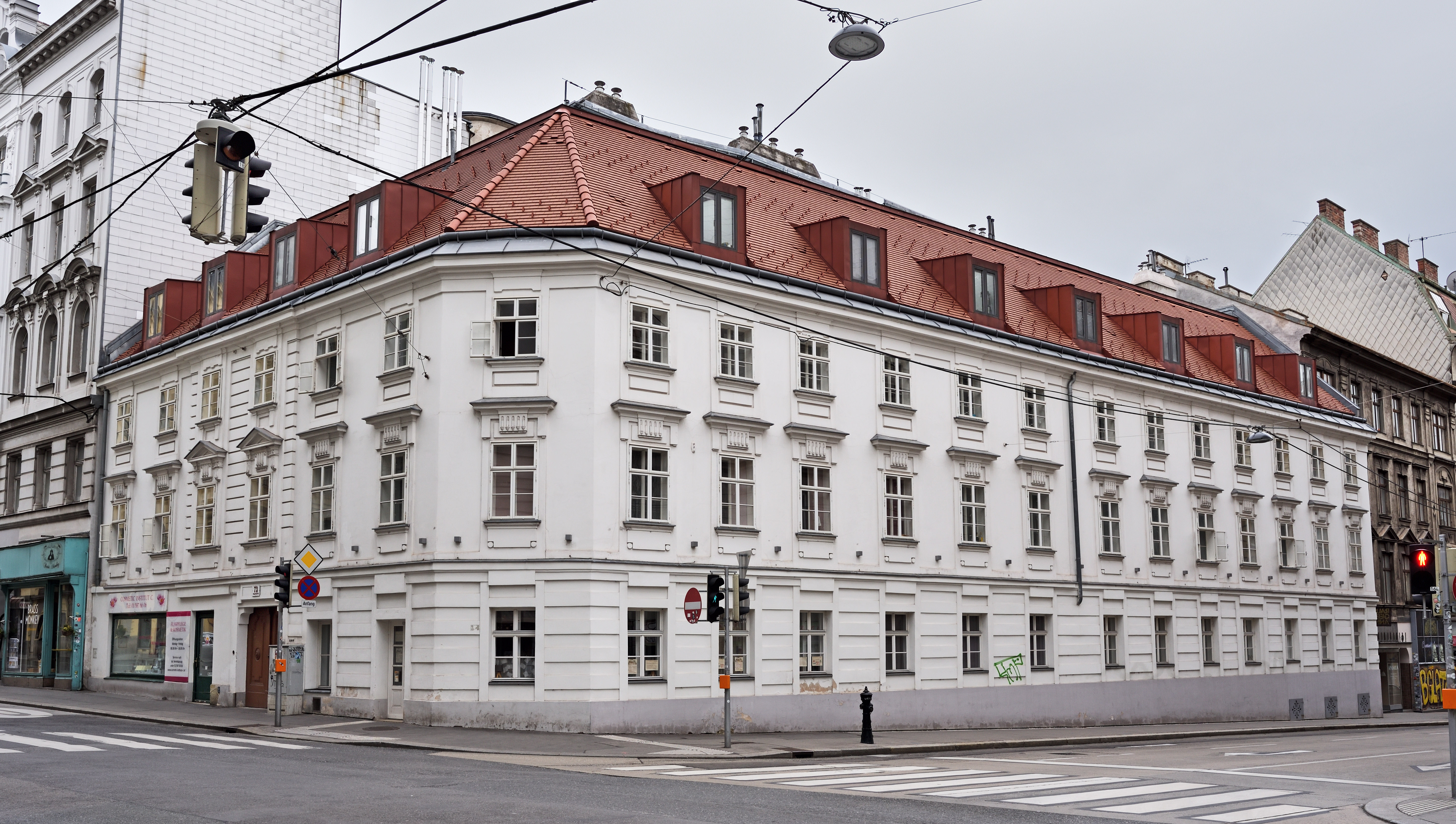
Nr. 73, Zum Auge Gottes, Ecke Hofmühlgasse
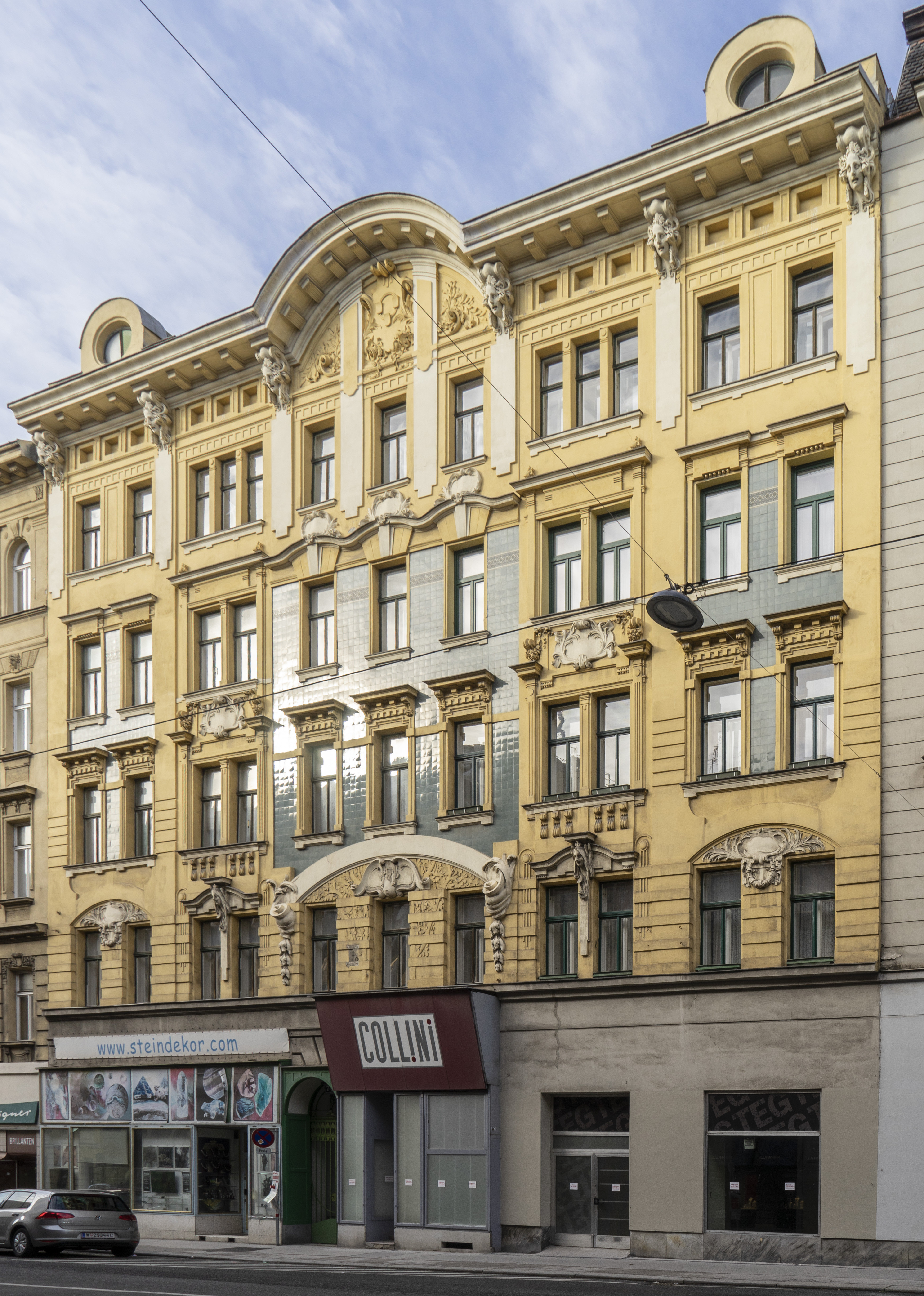
Nr. 74
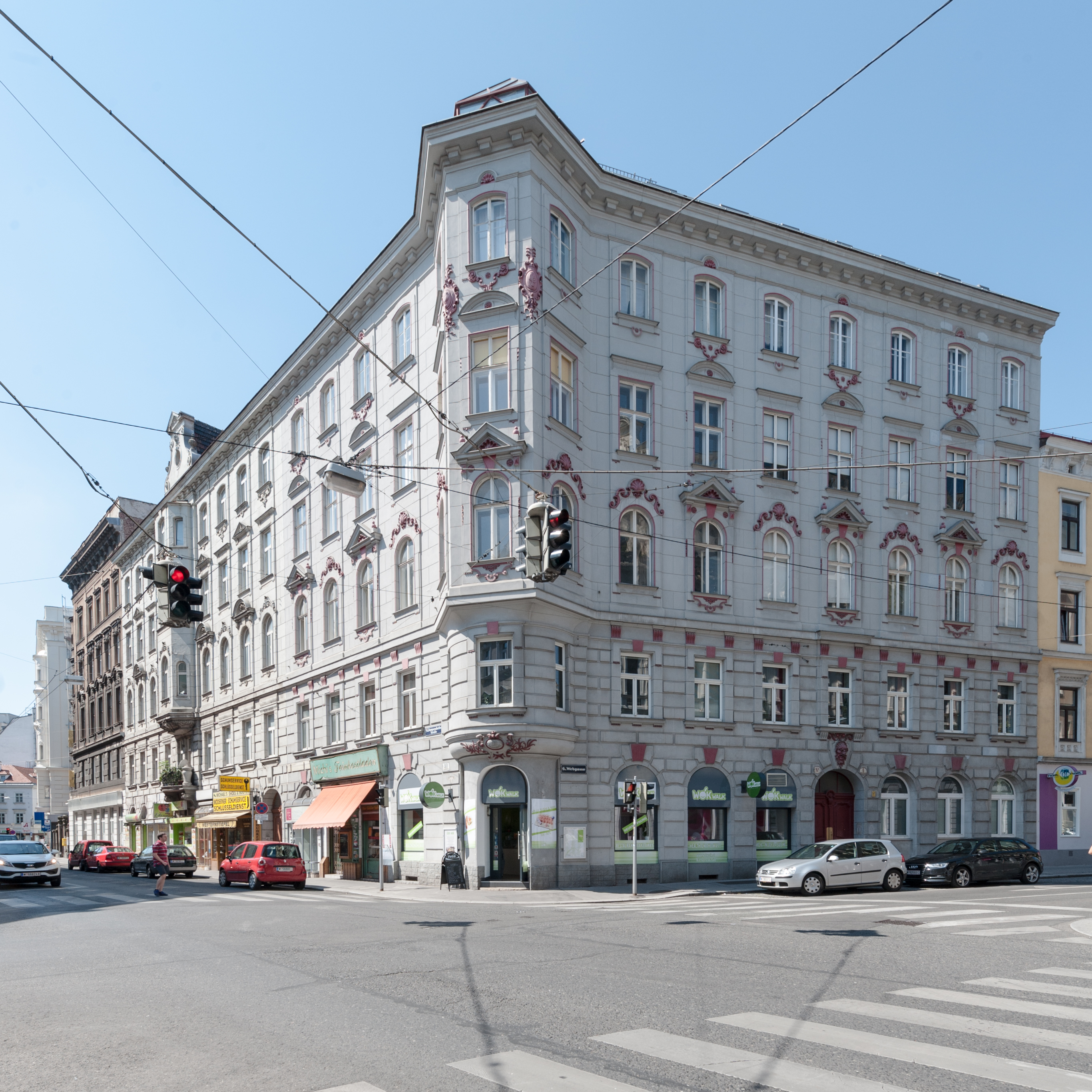
Nr. 90, Ecke Webgasse
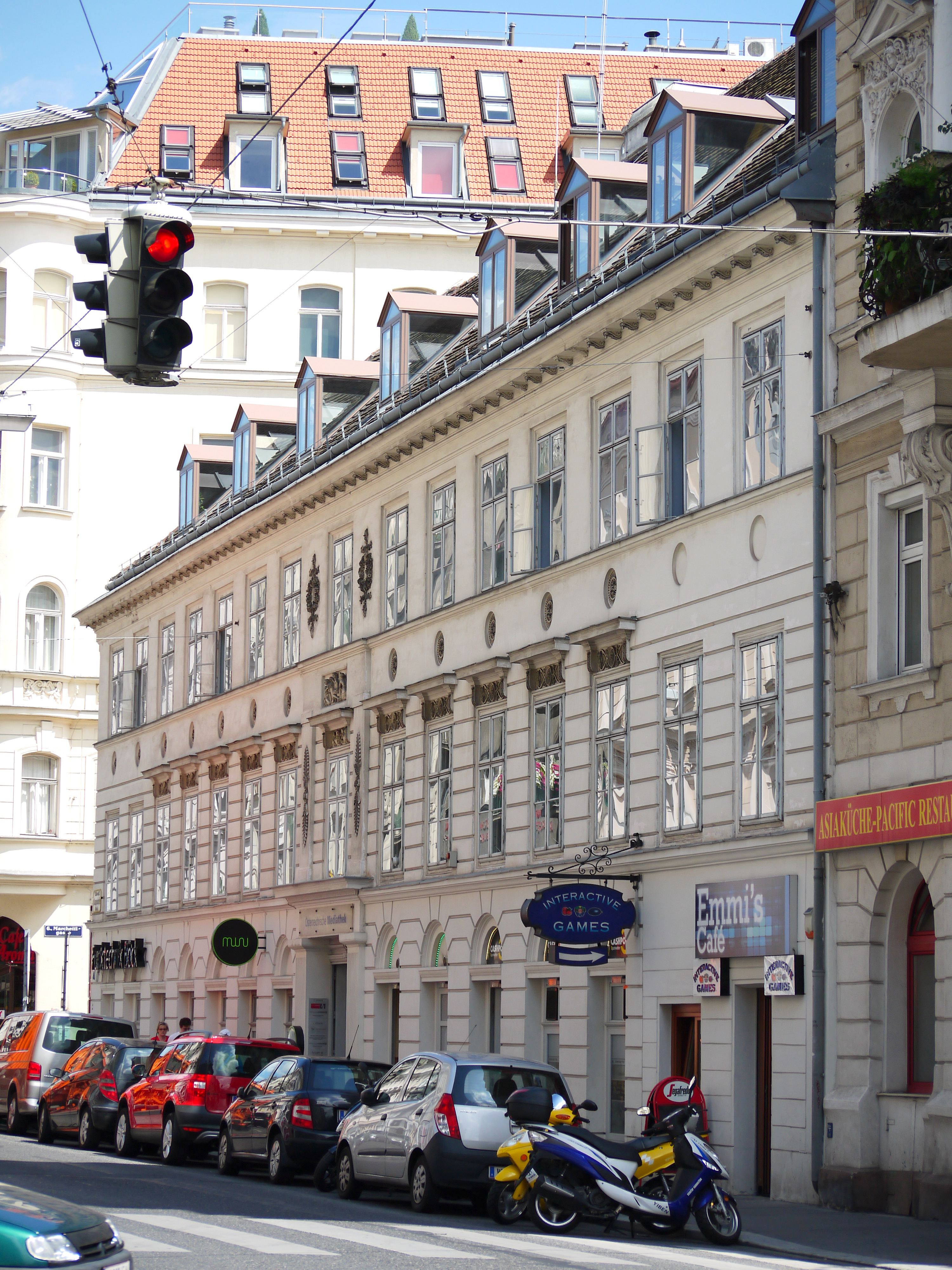
Nr. 95, Marchettihaus
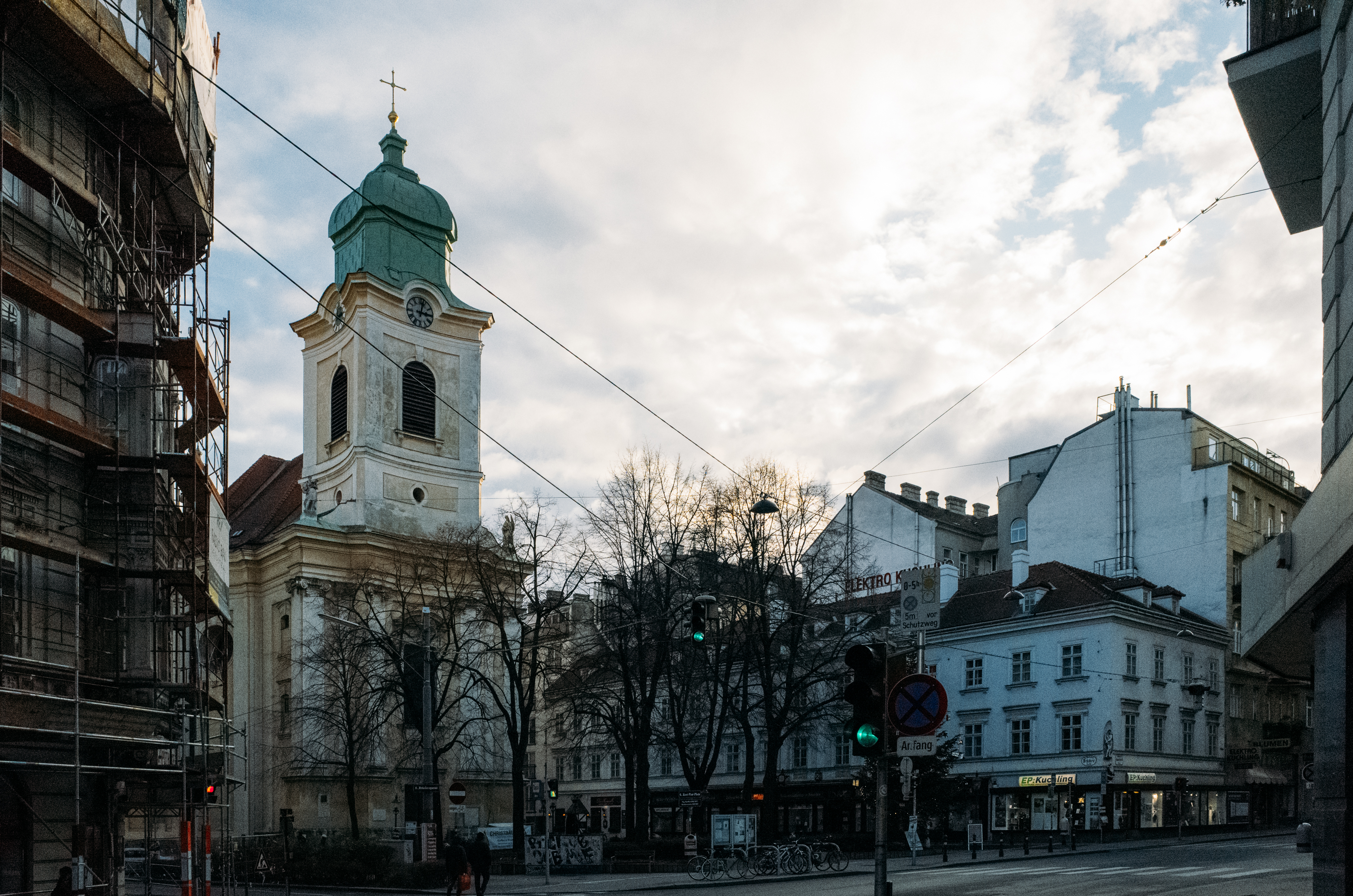
Kurt-Pint-Platz mit Gumpendorfer Pfarrkirche
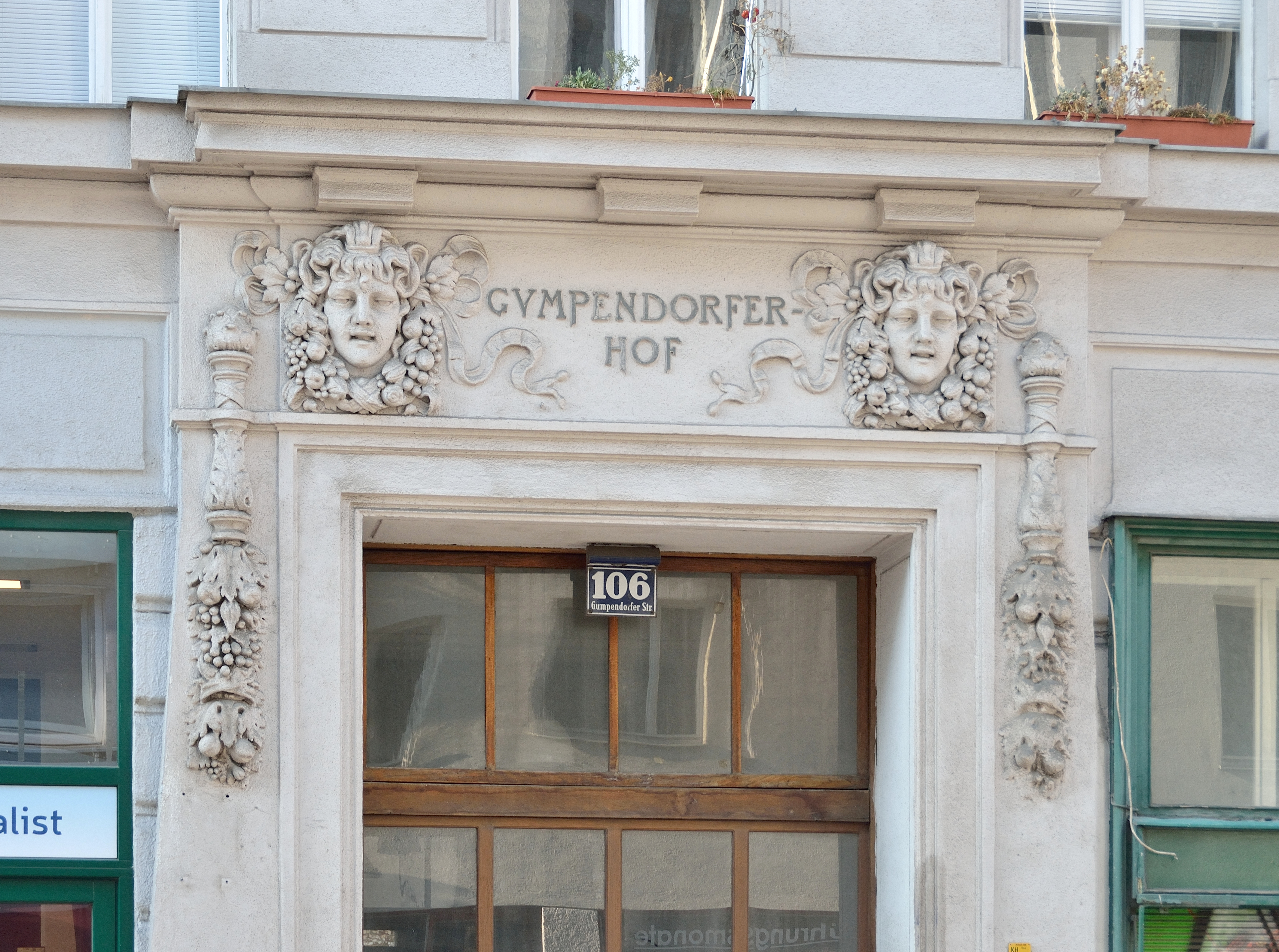
Eingang zum Gumpendorfer Hof (Nr. 106)
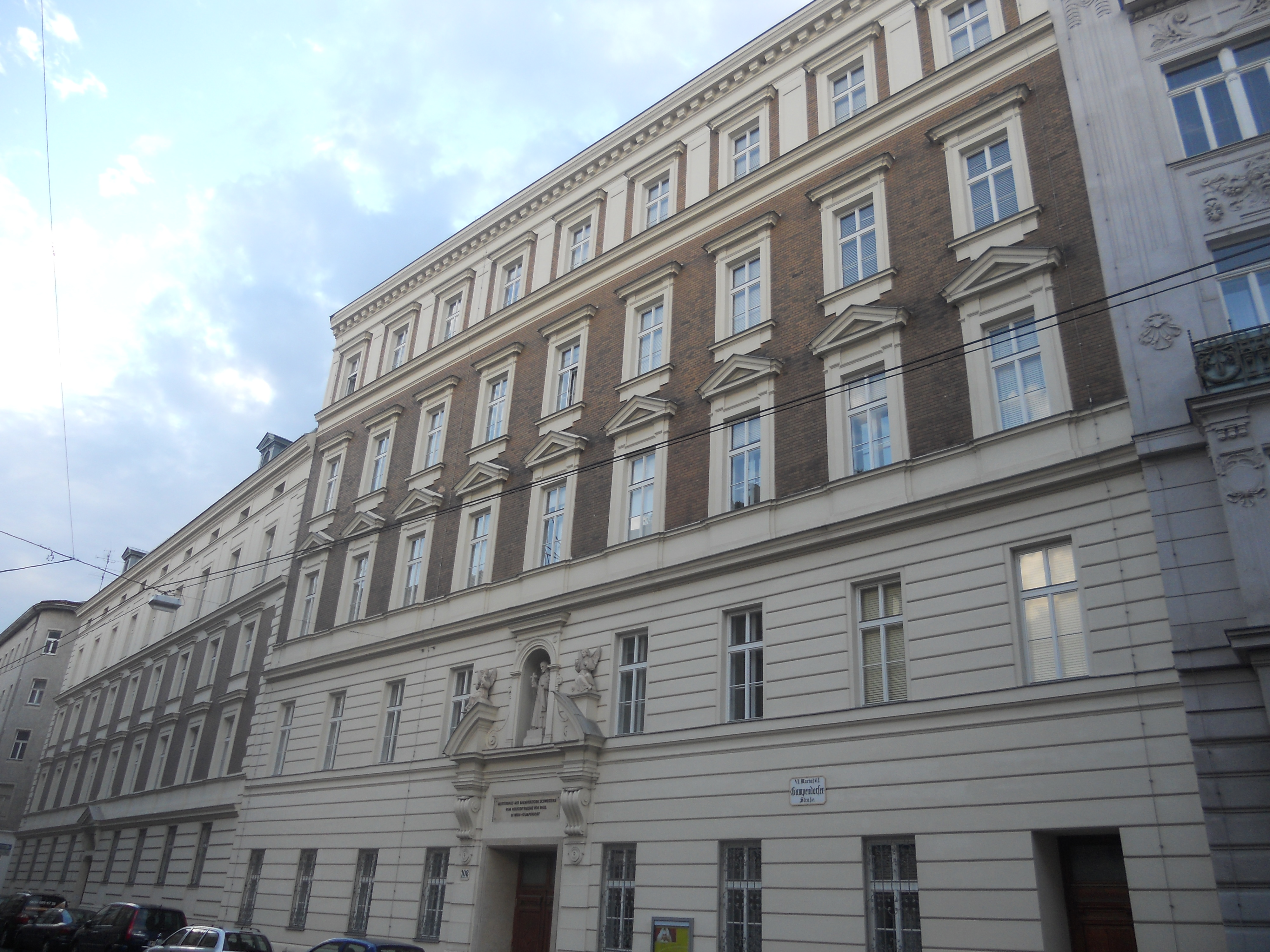
Nr. 108–110, Kloster der Barmherzigen Schwestern
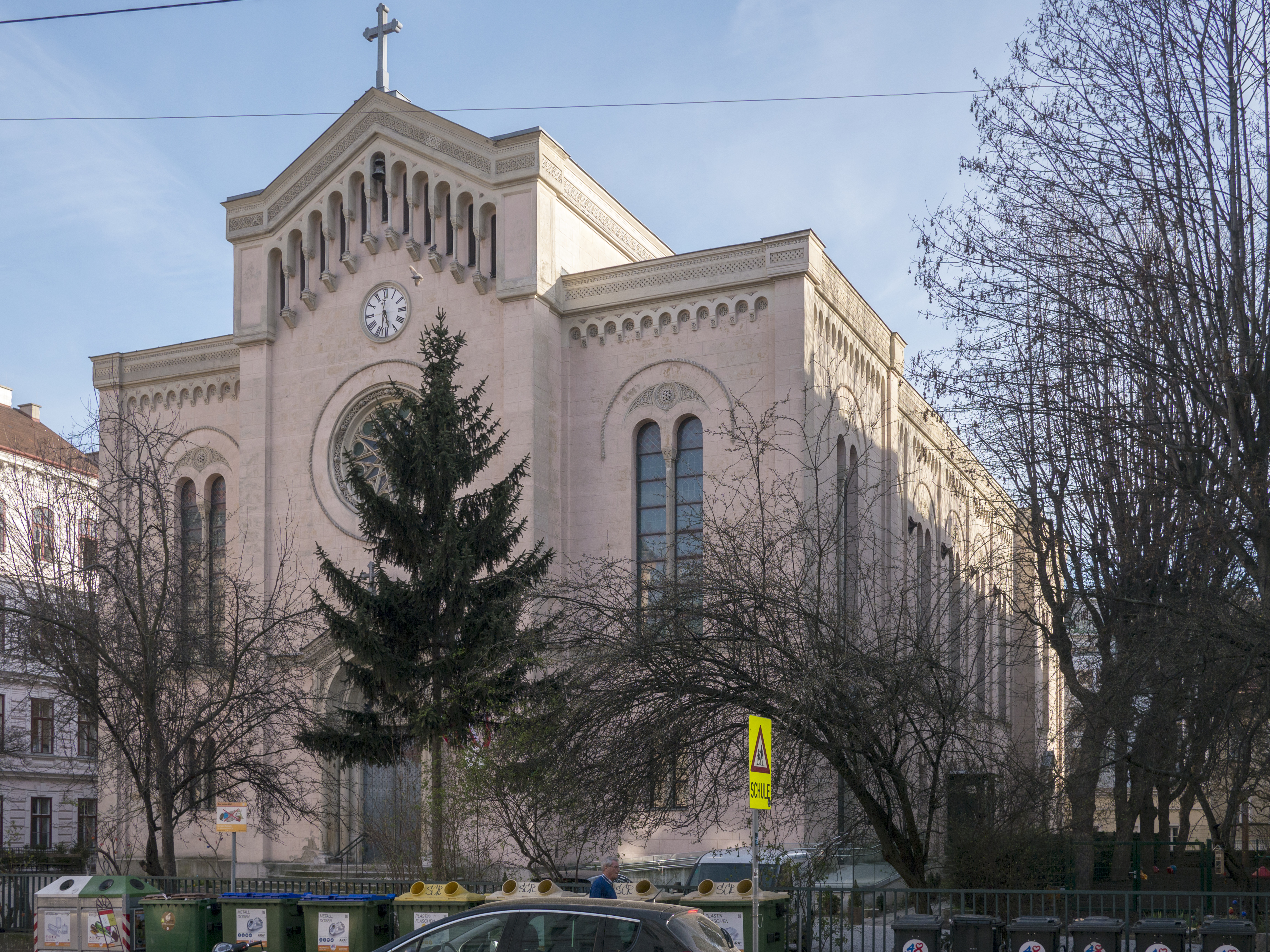
Lutherplatz 1, Gustav-Adolf-Kirche
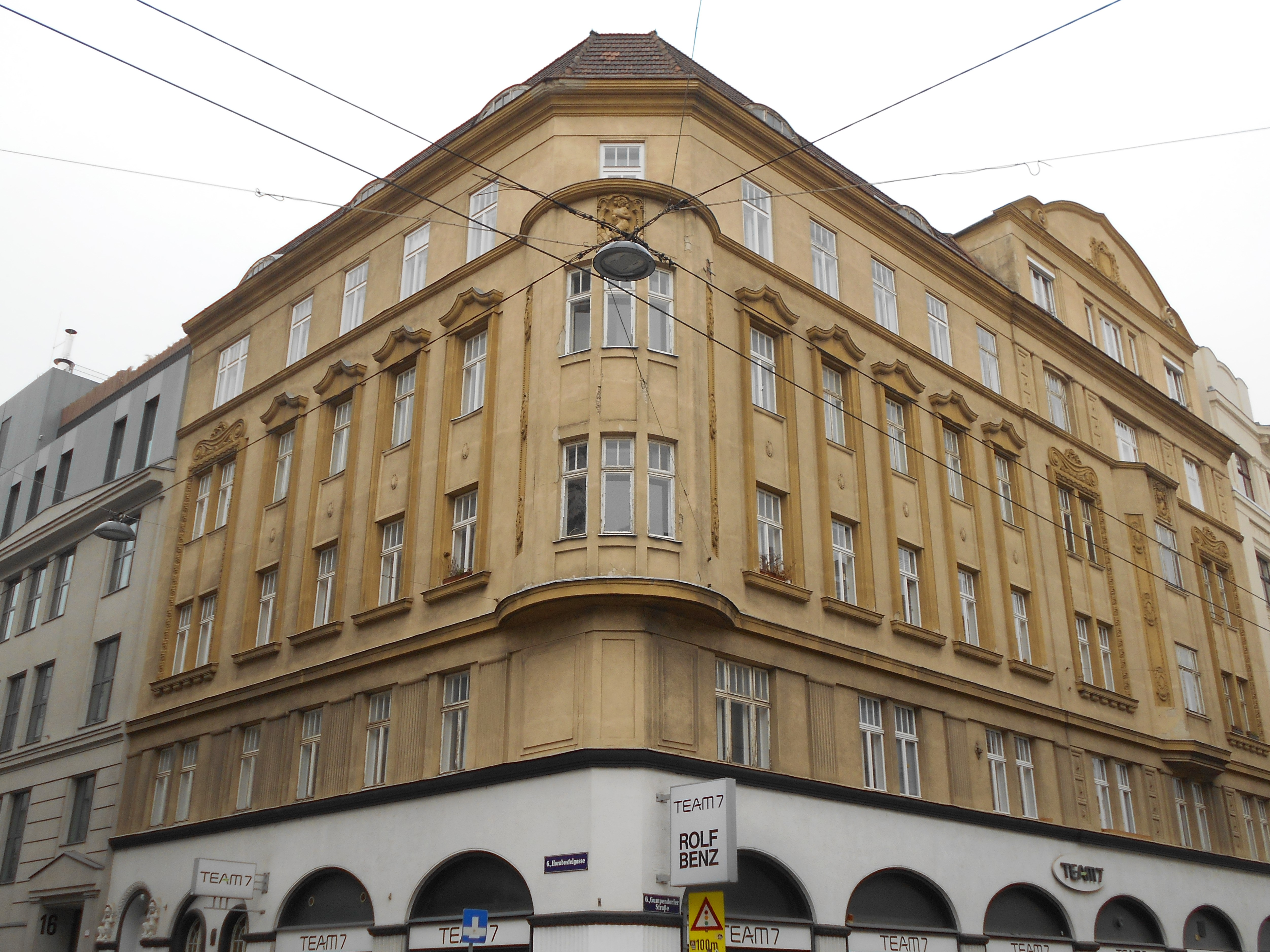
Nr. 120
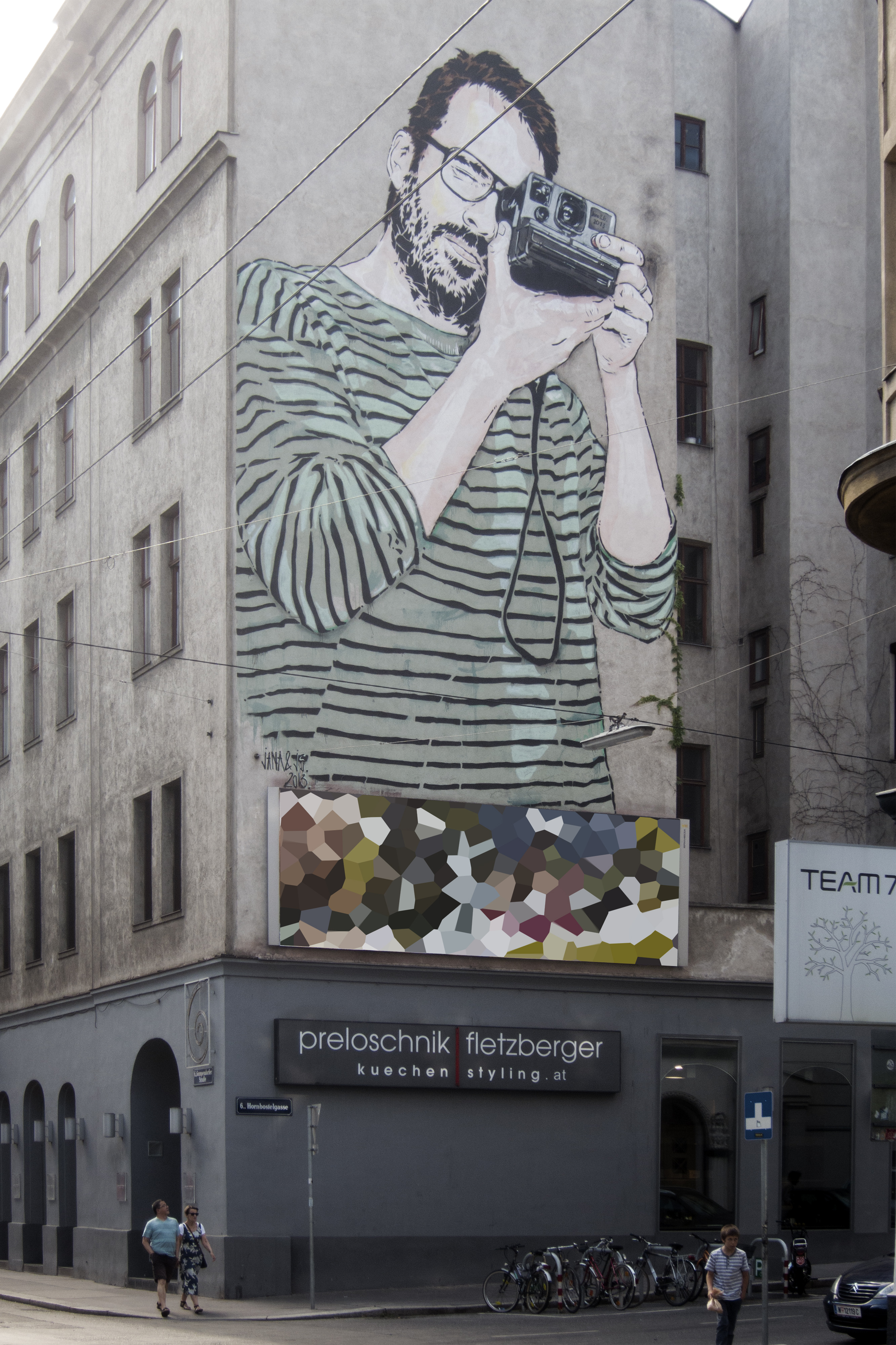
Gumpendorfer Straße/Hornbostelgasse
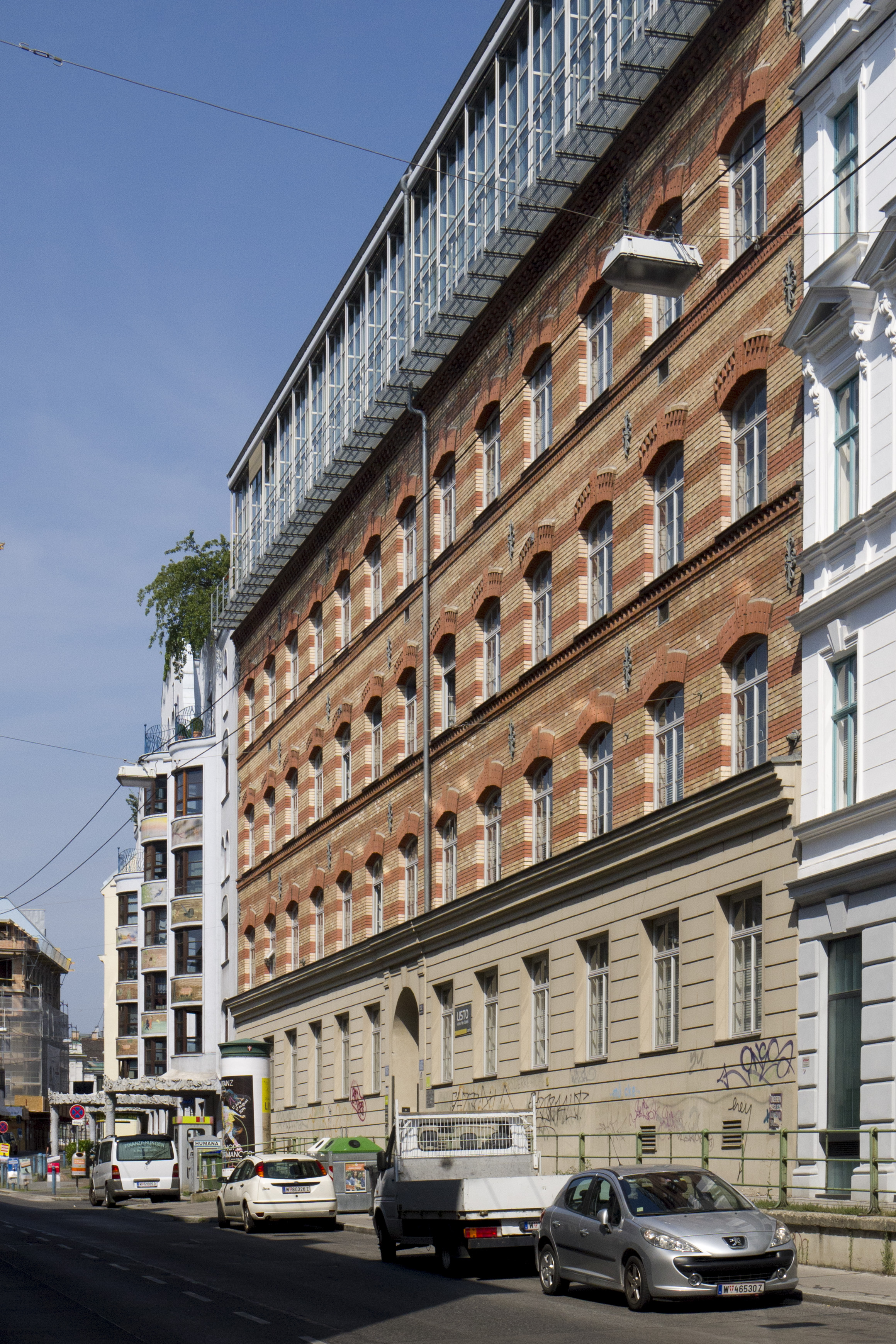
Nr. 132, Listo-Film
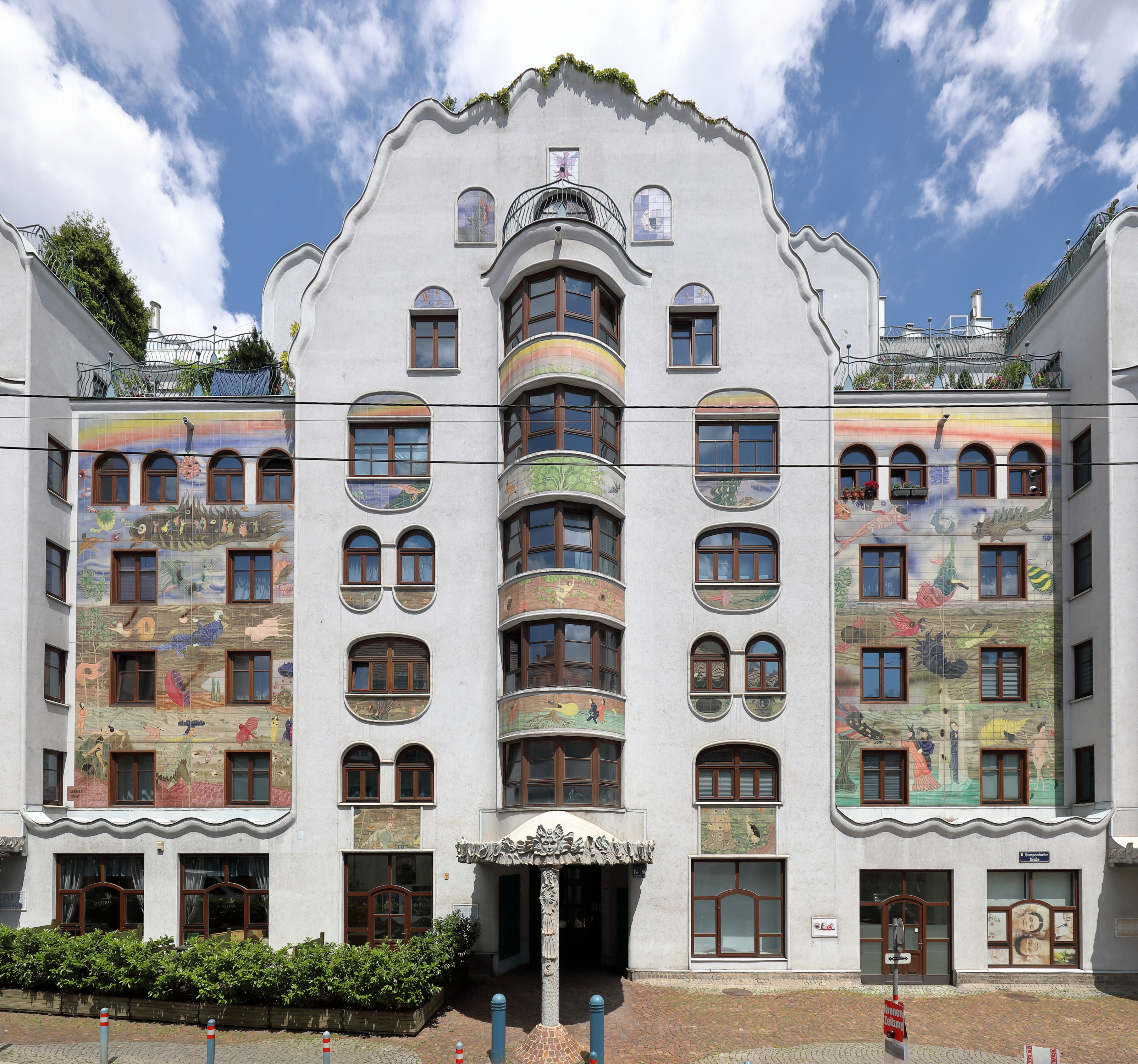
134–136, Arik-Brauer-Haus
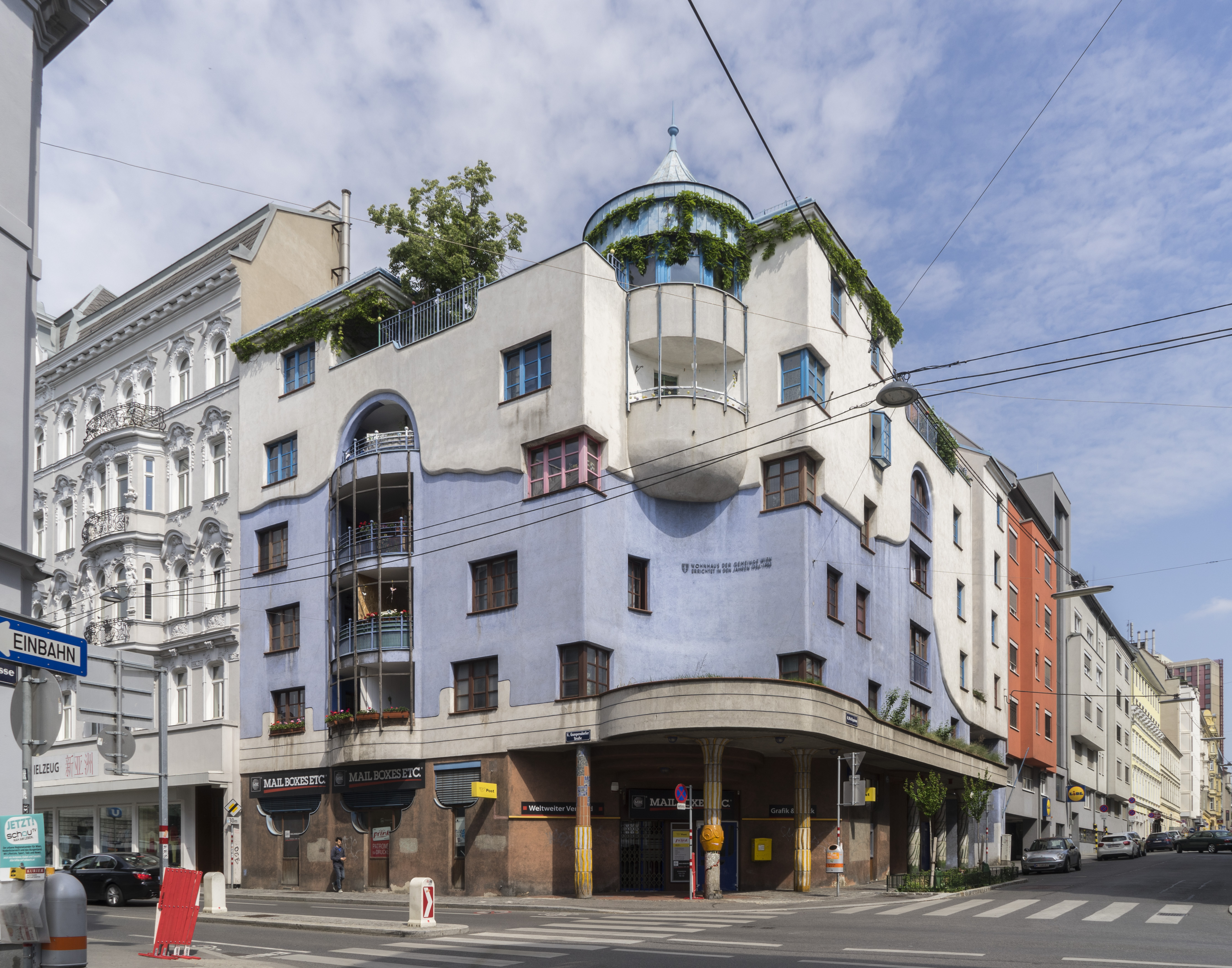
Nr. 142, Ecke Wallgasse
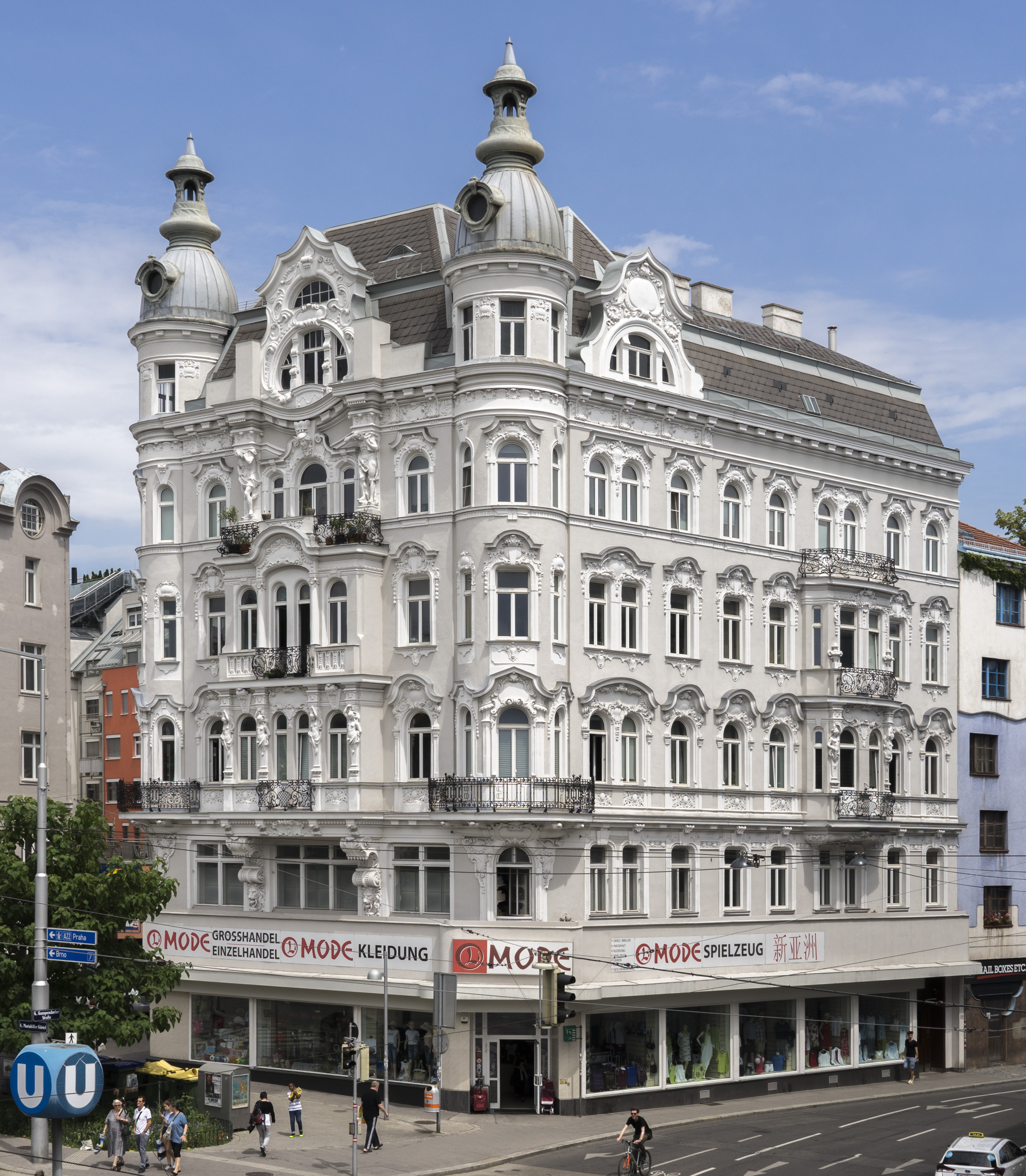
Nr. 144, das letzte Haus auf der rechten Straßenseite